# Fundació i Terra
Fundació i Terra és una novel·la de ciència-ficció l'any 1986 escrita per Isaac Asimov. És la segona seqüela del Cicle de Trántor, la cinquena novel·la sobre la Fundació que va escriure i, cronològicament, l'última de la Saga.

## Estructura
El llibre va ser concebut en parts, igual que la majoria de la sèrie, però aquestes no van ser publicades per separat en cap revista.
1. Primera part: Gaia
2. Segona part: Comporellon
3. Tercera part: Aurora
4. Quarta part: Solaria
5. Cinquena part: Melpomenia
6. Sisena part: Alfa
7. Setena part: La Terra

## Argument
El regidor Golan Trevize, l'historiador Janov Pelorat i  Bliss del planeta  Gaia (tots es van conèixer en el llibre Els límits de la Fundació) inicien un viatge en el qual volen trobar el planeta on va començar l'espècie humana, la Terra. El propòsit del viatge és resoldre el dubte que Trevize manté sobre la decisió que va haver de prendre en la història anterior de la sèrie, Els límits de la Fundació.
El primer planeta al que arriben amb la seva nau, que els permet visitar qualsevol punt de la Galàxia en un instant, és Comporellon, que reclama ser el planeta més vell actualment habitat. Encara que altres planetes també reclamen ser el planeta més vell, el planeta original, Comporellon té una història molt llarga que ho fa probable. Quan arriben, són arrestats, però s'escapen. En aquest planeta troben les coordenades de 3 planetes espacials. Els espacials són els primers colons de la Terra en l'espai pel que aquests planetes deurien estar a prop del planeta original, la Terra.
El primer planeta dels espacials que visiten és  Aurora, en el qual gairebé els maten una rajada de gossos salvatges, són els descendents dels gossos domèstics que s'han convertit en gossos-llops salvatges després la desaparició dels espacials del planeta. Aconsegueixen escapar-se quan Bliss manipula les emocions de les ments dels animals fent-los retrocedir.
Després van a Solaria, on troben que encara existeixen espacials. Han evolucionat per convertir-se en hermafrodites pel que no necessiten contacte amb altres persones per a la seva reproducció. Els habitants de Solaria no tenen contacte físic entre ells. També han desenvolupat l'habilitat de canalitzar mentalment grans quantitats d'energia amb transductors en el seu cervell que els permet controlar tots els robots que estan al seu càrrec. Els solarians eviten intencionadament tenir contacte entre ells i només es reprodueixen quan necessàriament han de reemplaçar a algú que hagi mort. Bliss, Pelorat i Trevize són rebuts per un solariano anomenat Bander en el seu allotjament format per quilòmetres d'habitacions i túnels. Gairebé els mata i Bliss ha de matar-lo en defensa de Trevize. En morir, l'energia de tot el seu complex i robots desapareix. Mentre escapen es troben amb un nen, que no ha desenvolupat totes les seves habilitats de transducció. És el fill de Bander, Fallom. En intentar escapar es troben amb un grup de robots que li informen que en morir Bander i no estar desenvolupat Fallom van a matar-lo i substituir-lo per un altre solarià. Bliss no pot evitar sentir una actitud protectora i insisteix a endur-se'l amb ells.
El següent planeta que visiten és Melpomenia, el tercer i últim planeta espacial del que coneixen la seva localització. Troben que la seva atmosfera d'oxigen ha desaparegut. Visiten una ciutat en els seus vestits espacials i arriben a la llibreria, on troben una estàtua amb les coordenades de tots els mons espacials. Usant dedueixen que la localització de la Terra es troba en el centre d'aquests mons espacials en ser el centre de colonització. Mentre surten de l'entorn hostil de Melpomenia, un fong que s'alimenta del diòxid de carboni infecta els vestits espacials i la nau espacial i del que es lliuren gràcies a la calor produïda pel blaster de Trevize disparant a la mínima potència.
Visiten  Alfa Centauri i es troben els romanents dels habitants de la Terra, que després de molts mil·lennis van ser establerts en aquest planeta després d'un desastre ambiental. Els nadius són molt amistosos, i Bliss, Trevize, Pelorat, i Fallom (que està aprenent a usar els seus poders) decideixen tenir un cert descans i relax. Una dona que ha agafat certa simpatia amb ells els avisa que els nadius intenten matar-los transmetent un virus artificialment dissenyat al com la població del planeta és immune però no així els forasters. Aconsegueixen escapar a la nit, abans que el virus pugui ser activat de forma remota. En descobrir que Alfa Centauri no és l'origen de la humanitat, es dirigeixen al sistema que falta, el Sol
En aproximar-se a la Terra detecten que és altament radioactiva, no pot tenir vida i ells mateixos no poden passar més de mitja hora en la seva superfície. Vine seu satèl·lit, la Lluna, que posseeix una grandària desproporcionada per als satèl·lits que ells coneixen dels mons habitats i decideixen visitar-la. Quan baixen, guiats per una força desconeguda, troben a R. Daneel Olivaw, que els explica que ha estat manipulant la humanitat durant milers d'anys per tal de protegir-la. Va provocar la colonització d'Alfa Centauri, la creació de Gaia i la creació de la psicohistoria (com pot llegir-se en Preludi a la Fundació i Cap a la Fundació). També va manipular d'alguna manera a Trevize en la seva recerca de Gaia ( Els límits de la Fundació), encara que no en la decisió que va prendre.
Trevize confirma la decisió que va prendre, ja que les experiències que ha tingut en els planetes que han visitat en el seu viatge li confirma que la creació de Galàxia, una consciència universal, és l'elecció correcta. Daneel continua explicant que des del començament de la civilització, l'home estava dividit. Aquesta va ser la raó per la qual provoqués la creació de la psicohistoria i Gaia. La necessitat d'entendre la humanitat com un tot i no com la suma de les individualitats és la seva motivació.
El llibre finalitza amb una conclusió de Trevize en la qual raona que en tota la Galàxia només han trobat la intel·ligència de la humanitat, no s'ha enfrontat una altra civilització de tipus alienígena al nostre coneixement. Aquesta situació podria continuar durant uns segles, poc més de la mil·lèsima part de l'existència de la civilització humana i podríem estar segurs de les amenaces d'altres civilitzacions extra galàctiques que podrien dividir i dominar. "Després de tot - i aquí va sentir Trevize una sobtada aprensió que es va obligar a passar per alt-, no és com si ja tinguéssim a l'enemic entre nosaltres. I no va abaixar la mirada per no trobar amb els ulls reflexius de Fallom (hermafrodita, transductor, diferent) que li estaven mirant fixos, insondables. "

## Referència bibliogràfica
- Isaac Asimov, Fundació i Terra. Editorial Debolsillo: Barcelona, 2003. ISBN 84-9759-922-5